# سلول آلفا
سلول‌های آلفا سلول‌های غدد درون‌ریز هستند که در جزایر لانگرهانس در پانکراس یافت می‌شوند. سلول‌های آلفا، هورمون پپتیدی گلوکاگون ترشح می‌کنند تا سطح گلوکز را در جریان خون افزایش دهند.

## کشف
جزایر لانگرهانس نخستین بار توسط پل لانگرهانس در پایان‌نامهٔ پزشکی خود در سال ۱۸۶۹ مورد بحث قرار گرفت. در همین سال، لاگوس آن‌ها را به نام لانگرهانس نام‌گذاری کرد. در ابتدا بحث‌های زیادی در مورد این‌که این جزایر از چه چیزی ساخته شده‌اند و چه‌کار می‌کنند وجود داشت. به‌نظر می‌رسید که همهٔ سلول‌ها در جزایر لانگرهانس، یکسان هستند، اما از نظر بافت‌شناسی از سلول‌های آسینی متمایز هستند. لاگوس کشف کرد که سلول‌های جزایر لانگرهانس حاوی دانه‌هایی هستند که آن‌ها را از سلول‌های آسینی متمایز می‌کند. او همچنین تشخیص داد که این گرانول‌ها محصول متابولیسم همان سلول‌هایی هستند که گرانول‌ها در آن‌ها قرار دارند. مایکل لین کسی بود که در سال ۱۹۰۷ کشف کرد که سلول‌های آلفا از نظر بافت‌شناسی متفاوت از سلول‌های بتا هستند.
پیش از این‌که عملکرد سلول‌های آلفا کشف شود، عملکرد محصول متابولیک آن‌ها، گلوکاگون، کشف شد. کشف عملکرد گلوکاگون همزمان با کشف عملکرد انسولین بود. در سال ۱۹۲۱، بِنتینگ و بِست در حال آزمایش ترشحات پانکراس در سگ‌هایی بودند که پانکراس آن‌ها برداشته شده بود. آن‌ها دریافتند که «هایپوگلایسمی ناشی از انسولین پیش از یک هایپرگلایسمی گذرا و نسبتاً خفیف بود…» در سال ۱۹۴۸، ساترلند و دوو ثابت کردند که سلول‌های آلفا در پانکراس، منبع گلوکاگون هستند.

## آناتومی
سلول‌های آلفا سلول‌های غدد درون‌ریز هستند، به این معنی که هورمون ترشح می‌کنند. این هورمون در مورد این سلول‌ها گلوکاگون است. سلول‌های آلفا گلوکاگون را در وزیکول‌های ترشحی ذخیره می‌کنند. باور بر این است که سلول‌های آلفا تقریباً ۲۰٪ از سلول‌های غدد درون‌ریز در پانکراس را تشکیل می‌دهند. سلول‌های آلفا بیشتر در قسمت پشتی پانکراس یافت می‌شوند و به ندرت در سمت شکمی آن یافت می‌شوند. سلول‌های آلفا به‌طور معمول در جزایر فشردهٔ لانگرهانس یافت می‌شوند.

## عملکرد
سلول‌های آلفا در حفظ سطح گلوکز خون انجام وظیفه ۹. سلول‌های آلفا برای تولید گلوکاگون در پاسخ به هایپوگلایسمی، و حضور اپی‌نفرین، اسیدهای آمینه، سایر هورمون‌ها و انتقال‌دهنده‌های عصبی تحریک می‌شوند.

### ترشح گلوکاگون و کنترل گلوکونئوژنز
گلوکاگون برای شروع گلوکونئوژنز به کبد سیگنال می‌دهد که باعث افزایش سطح گلوکز در خون می‌شود. گلوکاگون به گیرنده‌های گلوکاگون روی غشای پلاسماییِ سلول‌های هپاتوسیت (سلول‌های کبد) متصل می‌شود. این اتصال لیگاند باعث فعال شدن آدنیلات سیکلاز می‌شود که باعث ایجاد آدنوزین منوفسفات حلقه‌ای (cAMP) می‌شود. با افزایش غلظت درون سلولی cAMP، پروتئین کیناز آ (PKA) فعال می‌شود و پروتئین فاکتور رونویسی CREB را فسفریله می‌کند. سپس CREB رونویسی گلوکز-۶-فسفاتاز و فسفونول پیروات کربوکسیلاز (PEPCK) را القا می‌کند. این آنزیم‌ها فعالیت گلوکونئوژنیک را افزایش می‌دهند. PKA همچنین فسفو فروکتوکیناز 2 (PFK2) / فروکتوز ۲٬۶-بیس‌فسفاتاز (FBPase2) را فسفریله می‌کند و PFK2 را مهار می‌کند و FBPase2 را فعال می‌کند. این مهار باعث کاهش سطح درون سلولی فروکتوز ۶٬۲-بیس‌فسفات و افزایش سطح درون سلولی فروکتوز ۶-فسفات می‌شود که باعث کاهش فعالیت گلیکولیتیک و افزایش فعالیت گلوکونئوژنیک می‌شود. PKA همچنین پیروات کیناز را فسفریله می‌کند که باعث افزایش سطوح درون سلولی فروکتوز ۱٬۶-بیس فسفات و کاهش سطح درون سلولی پیروات می‌شود و فعالیت گلیکولیتیک را بیشتر کاهش می‌دهد. مهم‌ترین عمل PKA در تنظیم گلوکونئوژنز، فسفوریلاسیون فسفوریلاز کیناز است که با تبدیل گلیکوژن به گلوکز ۱-فسفات، واکنش گلیکوژنولیز را که تبدیل گلیکوژن به گلوکز است، آغاز می‌کند.
سلول‌های آلفا همچنین پپتید شبه‌گلوکاگون ۱ تولید می‌کنند و ممکن است اثر محافظتی و بازسازی بر سلول‌های بتا داشته باشند. آن‌ها احتمالاً می‌توانند به سلول‌های بتا متمایز شوند تا جایگزین سلول‌های بتای از دست رفته شوند.

## تنظیم ترشح گلوکاگون
روش‌های مختلفی برای کنترل ترشح گلوکاگون وجود دارد. روشی که به‌خوبی مورد بررسی و مطالعه قرار گرفته‌است، از طریق عملکرد حسگرهای گلوکز بیرون از پانکراس، از جمله نورون‌های موجود در مغز و نخاع است که سلول‌های آلفا در پانکراس را کنترل می‌کنند. کنترل غیر عصبی غیر مستقیم نیز بر ترشح گلوکاگون تأثیر می‌گذارد.

### کنترل عصبی
پانکراس هم توسط دستگاه عصبی سمپاتیک و هم دستگاه عصبی پاراسمپاتیک کنترل می‌شود، اگرچه روشی که این دو سیستم برای کنترل پانکراس استفاده می‌کنند متفاوت به‌نظر می‌رسد.
به‌نظر می‌رسد کنترل سمپاتیک پانکراس از فیبرهای پیش‌گانگلیونی سمپاتیک در قسمت تحتانی قفسهٔ سینه و نخاع کمری منشأ می‌گیرد. تشخیص ماهیت دقیق اثر فعال‌سازی سمپاتیک بر پانکراس دشوار بوده‌است. با این حال، یافته‌ها نشان می‌دهد که تحریک سمپاتیک پانکراس به‌منظور حفظ سطح گلوکز خون، در طول برانگیختگی شدید است.
به‌نظر می‌رسد کنترل پاراسمپاتیک پانکراس از عصب واگ سرچشمه می‌گیرد. تحریک الکتریکی و دارویی عصب واگ باعث افزایش ترشح گلوکاگون و انسولین در بیشتر گونه‌های پستانداران از جمله انسان می‌شود. این نشان می‌دهد که نقش کنترل پاراسمپاتیک، حفظ غلظت طبیعی گلوکز خون در شرایط عادی است.

### کنترل غیر عصبی
مشخص شده‌است که کنترل غیرعصبی تنظیم غیرمستقیم پاراکرین، از طریق یون‌ها، هورمون‌ها و انتقال‌دهنده‌های عصبی است. روی، انسولین، سروتونین، گاما آمینوبوتیریک اسید و گاما-هیدروکسی‌بوتیریک اسید که همگی توسط سلول‌های بتا در پانکراس آزاد می‌شوند، تولید گلوکاگون را در سلول‌های آلفا سرکوب می‌کنند. سلول‌های دلتا همچنین سوماتواستاتین را آزاد می‌کنند که مشخص شده‌است ترشح گلوکاگون را مهار می‌کند.
روی، همزمان با انسولین توسط سلول‌های بتا در پانکراس ترشح می‌شود. پیشنهاد شده‌است که به‌عنوان یک سیگنال پاراکرین برای مهار ترشح گلوکاگون در سلول‌های آلفا عمل کند. روی توسط ناقل روی ZnT8 به سلول‌های آلفا و بتا منتقل می‌شود. این کانال پروتئینی به روی اجازه می‌دهد تا از غشای پلاسمایی به درون سلول عبور کند. هنگامی که ZnT8 کمتر بیان شود، افزایش قابل توجهی در ترشح گلوکاگون وجود دارد. هنگامی که ZnT8 بیش از حد بیان شود، کاهش قابل توجهی در ترشح گلوکاگون وجود دارد. مکانیسم دقیقی که روی، از طریق آن ترشح گلوکاگون را مهار می‌کند مشخص نیست.
نشان داده شده‌است که انسولین به‌عنوان یک سیگنال پاراکرین برای مهار ترشح گلوکاگون توسط سلول‌های آلفا عمل می‌کند. با این حال، این فرایند، از راه یک تعامل مستقیم نیست. به‌نظر می‌رسد که انسولین از راه فعال‌سازی سلول‌های دلتا برای ترشح سوماتوستاتین، ترشح گلوکاگون را مهار می‌کند. انسولین به SGLT2 متصل می‌شود و باعث افزایش جذب گلوکز به سلول‌های دلتا می‌شود. SGLT2 یک همسوبر سدیم و گلوکز است، به این معنی که گلوکز و یون‌های سدیم را به‌طور همزمان در یک جهت از خلال غشاء منتقل می‌کند. این هجوم یون‌های سدیم در شرایط مناسب، می‌تواند باعث دپلاریزاسیون در سراسر غشاء شود. این کار، کانال‌های کلسیم را باز می‌کند و باعث افزایش سطح کلسیم درون سلولی می‌شود. این افزایش غلظت کلسیم در سیتوسول باعث فعال شدن گیرنده‌های رایانودین در شبکهٔ آندوپلاسمی می‌شود که باعث آزاد شدن کلسیم بیشتر در سیتوسول می‌شود. این افزایش کلسیم باعث ترشح سوماتواستاتین توسط سلول‌های دلتا می‌شود.
سوماتواستاتین ترشح گلوکاگون را از راه فعال شدن SSTR2، پروتئینی متصل به غشاء که وقتی فعال می‌شود باعث هایپرپلاریزه شدن غشاء می‌شود، مهار می‌کند. این هایپرپلاریزاسیون باعث بسته شدن کانال‌های کلسیمی ولتاژی می‌شود که منجر به کاهش سطح کلسیم درون سلولی می‌شود. این باعث کاهش اگزوسیتوز می‌شود. در مورد سلول‌های آلفا، این باعث کاهش ترشح گلوکاگون می‌شود.
سروتونین ترشح گلوکاگون را از طریق گیرنده‌های آن بر روی غشای پلاسمایی سلول‌های آلفا مهار می‌کند. سلول‌های آلفا دارای گیرنده‌های 5-HT1f هستند که با اتصال سروتونین تحریک می‌شوند. پس از فعال شدن، این گیرنده‌ها عملکرد آدنیلیل سیکلاز را که تولید cAMP را سرکوب می‌کند، سرکوب می‌کنند. مهار تولید cAMP به نوبهٔ خود ترشح گلوکاگون را سرکوب می‌کند. سروتونین به‌دلیل نزدیکی سلول‌های بتا به سلول‌های آلفا، یک سیگنال پاراکرین در نظر گرفته می‌شود.
گلوکز همچنین می‌تواند تا حدودی تأثیری مستقیم بر ترشح گلوکاگون از راه نفوذ ATP داشته باشد. غلظت سلولی ATP به‌طور مستقیم، غلظت گلوکز در خون را منعکس می‌کند. اگر غلظت ATP در سلول‌های آلفا کاهش یابد، این امر باعث بسته شدن کانال‌های یونی پتاسیمی ݣهدر غشای پلاسمایی می‌شود. این وضعیت، باعث دپلاریزاسیون در سراسر غشاء می‌شود و باعث باز شدن کانال‌های یونی کلسیمی می‌شود و به کلسیم اجازه می‌دهد به درون سلول نفوذ کند. این افزایش غلظت سلولی کلسیم باعث می‌شود وزیکول‌های ترشحی حاوی گلوکاگون با غشای پلاسمایی ترکیب شوند و در نتیجه باعث ترشح گلوکاگون از پانکراس می‌شود.

## اهمیت پزشکی
سطوح بالای ترشح گلوکاگون در دیابت نوع ۱ و نوع ۲ نقش دارد. در واقع، سطوح بالای گلوکاگون پلاسما نشانه‌ای اولیه مبنی بر ابتلا به دیابت نوع I و II در نظر گرفته می‌شود.

### دیابت نوع یک
تصور می‌شود که سطوح بالای گلوکاگون و کمبود تولید انسولین، محرک‌های اصلی مشکلات متابولیک مرتبط با دیابت نوع I، به‌ویژه حفظ سطح طبیعی گلوکز خون، تشکیل اجسام کِتون و تشکیل اوره است. یکی از یافته‌های قابل توجه این است که پاسخ گلوکاگون به هایپوگلایسمی در بیماران مبتلا به دیابت نوع I کاملاً وجود ندارد. غلظت بالای گلوکاگون در خون می‌تواند منجر به کتواسیدوز دیابتی شود، این عارضه زمانی رخ می‌دهد که کِتون‌های ناشی از تجزیهٔ لیپیدها در خون انباشته شوند که می‌تواند منجر به کاهش خطرناک سطح گلوکز خون، سطوح پایین پتاسیم و در موارد شدید اِدم مغزی شود. پیشنهاد شده‌است که دلیل سطوح بالای گلوکاگون موجود در پلاسمای بیماران مبتلا به دیابت نوع I، عدم وجود سلول‌های بتای تولیدکنندهٔ انسولین و اثر متقابل آن بر سلول‌های دلتا و ترشح سوماتوستاتین است.

### دیابت نوع دو
در بیماران مبتلا به دیابت نوع دو، طی روزه‌داری و پس از غذا خوردن، سطح گلوکاگون افزایش می‌یابد. این افزایش سطح گلوکاگون باعث تحریک کبد برای انجام گلوکونئوژنز می‌شود که منجر به افزایش سطح گلوکز خون می‌شود. سطوح بالای گلوکز خون می‌تواند منجر به آسیب اندام، نوروپاتی، نابینایی، مشکلات قلبی-عروقی و مشکلات استخوان و مفاصل شود. به‌طور کامل مشخص نیست که چرا سطح گلوکاگون در بیماران مبتلا به دیابت نوع II تا این حد بالا است. یک نظریه این است که سلول‌های آلفا در برابر اثرات مهاری گلوکز و انسولین مقاوم شده‌اند و به آن‌ها پاسخ مناسبی نمی‌دهند. نظریهٔ دیگر این است که تحریک دستگاه گوارش، مثلاً ترشح پلی‌پپتید بازدارندهٔ معده و پپتید شبه‌گلوکاگون ۱، عامل بسیار مهمی در افزایش ترشح گلوکاگون است.

## برای مطالعهٔ بیشتر
- Quesada, Ivan; Tudurí, Eva; Ripoll, Cristina; Nadal, Ángel (2008-10-01). "Physiology of the pancreatic α-cell and glucagon secretion: role in glucose homeostasis and diabetes". Journal of Endocrinology (به انگلیسی). 199 (1): 5–19. doi:10.1677/JOE-08-0290. ISSN 0022-0795. PMID 18669612.